# 缉私局 (马来西亚)
缉私局（缩写UPP）是马来西亚内政部下属的一个机构，该机构主要职责为防范和打击马来西亚与泰国646.4公里边界范围内的走私活动。缉私局由马来西亚皇家警察、马来西亚皇家海关和马来西亚移民局构成。